# Collège Marie-Louise
Le Collège National Marie-Louise (en italien Convitto nazionale Maria-Luigia) est un établissement d'enseignement scolaire et supérieur laïque de la ville de Parme en Italie.  
Il a été fondé par l'ancienne impératrice des Français et duchesse de Parme Marie-Louise d'Autriche en 1831 qui fit aménager, en les fusionnant, l'ancien collège des Nobles et le collège Lalatta dans l'actuel édifice. 
Aujourd'hui l'établissement d'enseignement dispense un cursus européen de formation scientifique et littéraire.  

## Histoire
Le collège a pour origine le Collège des Nobles fondé le 28 octobre 1601 par le duc de Parme, Ranuce Ier Farnèse et qu'il place sous l'autorité des Jésuites. Ses successeurs François Farnèse, Ranuce II Farnèse procèdent à l'agrandissement du collège, ce dernier crée l'Académie des Choisis (Accademia degli Scelti).
En 1831, Marie-Louise, duchesse de Parme, fait fusionner le collège Lalatta et le collège des Nobles en une seule institution, le collège qui porte désormais son nom, est confié à l'ordre des Barnabites.

Le collège est renommé à Parme pour avoir toujours accueilli des élèves devenus célèbres ou provenant de grandes familles de la ville, pourtant l'établissement est public et l'accès est garanti, depuis sa fondation, à toutes les classes sociales. 

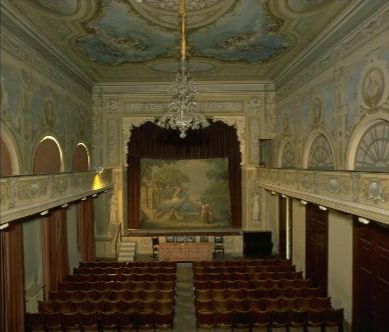
Théâtre du collège utilisé aujourd'hui pour les représentations des élèves.
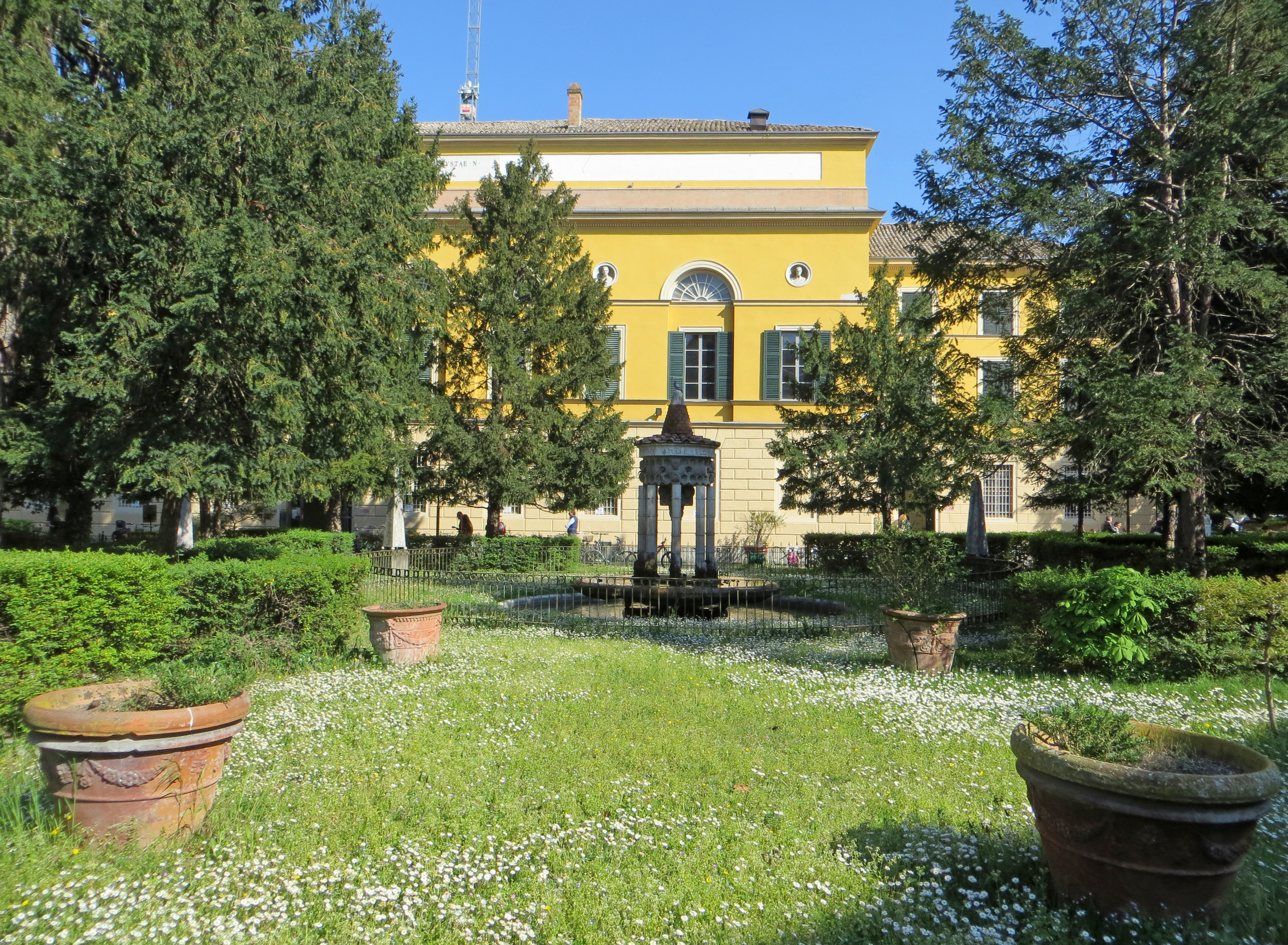
Jardins.
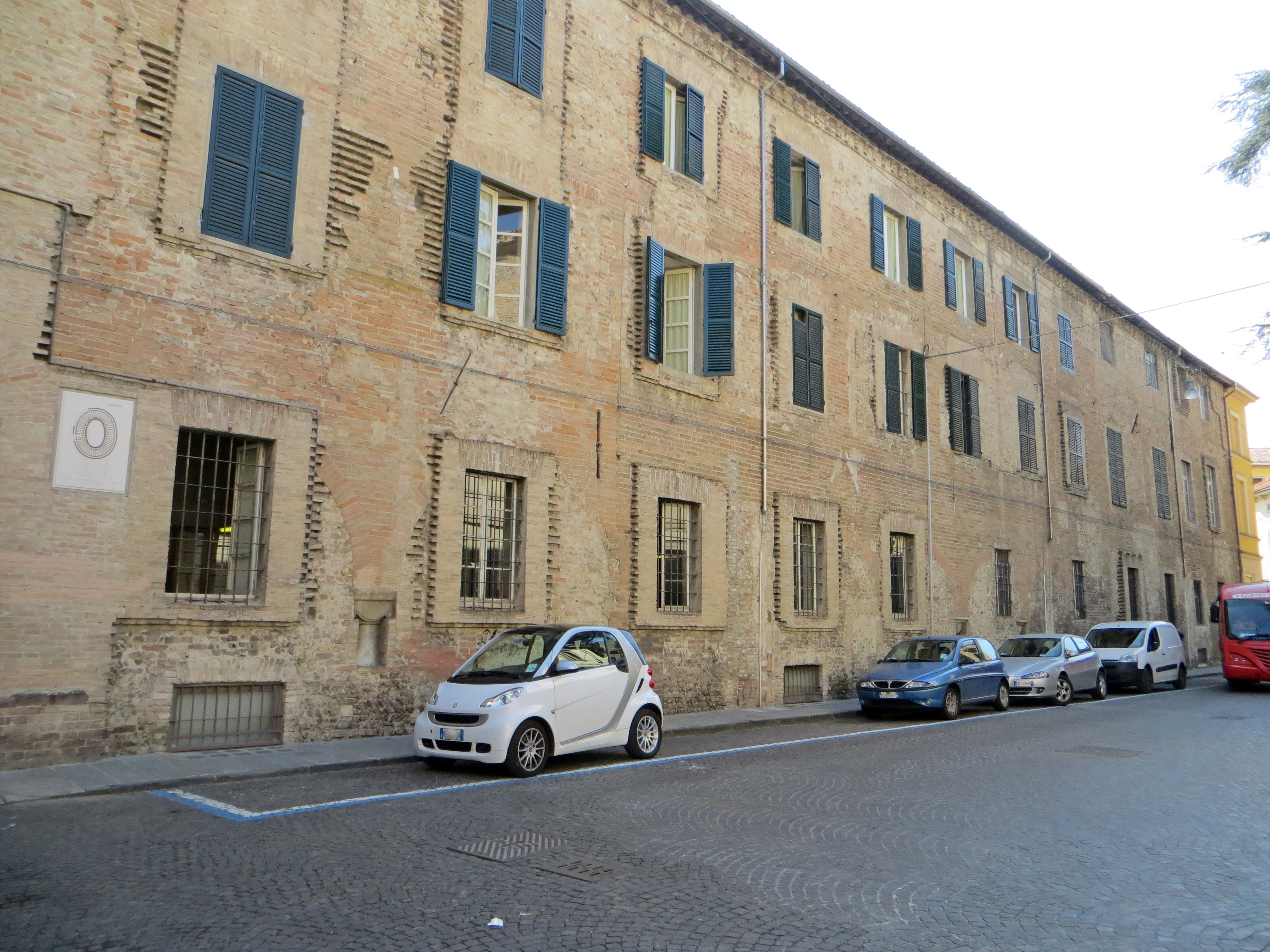
Dortoirs du collège.

## Anciens élèves
- Paolo Casati (1617-1707), prêtre jésuite et mathématicien, élève,
- Cesare Beccaria (1738-1794), patricien milanais, philosophe, économiste, historien et écrivain,
- Pietro Verri (1727-1797), patricien milanais, philosophe, économiste, historien et écrivain,
- Saverio Bettinelli (1718-1808), jésuite, écrivain, directeur,
- Luigi Fortis (1748-1829), jésuite italien, 20e Supérieur général des jésuites, enseignant,
- Marc'Antonio Zondadari, 65e grand maître de l'ordre de Jérusalem, élève,
- Attilio Bertolucci (1911-2000), poète, élève, père de Bernardo Bertolucci
- Giovannino Guareschi (1908-1968), écrivain (créateur de 'Don Camillo'), élève,
- Giacomo Ulivi (1925-1944), résistant, élève.
- Bernardo Bertolucci (1948-2018), scénariste, metteur en scène, fils de Attilio Bertolucci
- Franco Maria Ricci (1937-2020), éditeur, graphiste, collectionneur, bibliophile et mécène